# تاي هاردين
تاي هاردين (بالإنجليزية: Ty Hardin)‏ هو ممثل أمريكي، ولد في 1930 في نيويورك في الولايات المتحدة، وتوفي في 3 أغسطس 2017 في شاطئ هنتنغتون في الولايات المتحدة بسبب مرض.

## أعمال

### أفلام
- (1962) تقرير تشابمان

## وصلات خارجية
- الموقع الرسمي
- تاي هاردين على موقع IMDb (الإنجليزية)
- تاي هاردين على موقع روتن توميتوز (الإنجليزية)
- تاي هاردين على موقع ألو سيني (الفرنسية)
- تاي هاردين على موقع ميوزك برينز (الإنجليزية)
- تاي هاردين على موقع أول موفي (الإنجليزية)
- تاي هاردين على موقع قاعدة بيانات الأفلام السويدية (السويدية)
- تاي هاردين على موقع إن إن دي بي (الإنجليزية)
- تاي هاردين على موقع ديسكوغز (الإنجليزية)
- تاي هاردين على موقع قاعدة بيانات الفيلم (الإنجليزية)
- تاي هاردين على موقع كينوبويسك (الروسية)